# Freizeit 81

Titelschriftzug des Fanzines Freizeit 81, erste Ausgabe, Frühling 1981

Freizeit 81 war eine linksradikale Aktionsgruppe in München, die sich laut Presseberichten „die Verschmelzung von Kampf, Kunst, Punk und Politik auf die Fahnen geschrieben“ hatte. Die Gruppe entstand Anfang 1981 aus der damaligen Hausbesetzer- und Punkbewegung und wurde im Oktober 1981 von der Polizei zerschlagen. Ungewöhnlich ist, dass die Gruppe sich durch Gründung eines offen verbreiteten Fanzines und einer Punkband künstlerisch selbstinszenierte. Bemerkenswert ist die große Resonanz und Nachwirkung, die die nur für kurze Zeit existierende Gruppe in der Öffentlichkeit und im kulturellen Leben hinterließ.

## Entstehung und Selbstverständnis
Freizeit 81 wurde im Frühjahr 1981 durch etwa ein Dutzend Jugendliche und junge Erwachsene gegründet, die sich in den Szenekneipen Vollmond und Lipstick und im als Milbenzentrum bezeichneten Stadtteilzentrum Milbertshofen trafen. Die Mitglieder kamen überwiegend aus der damals in München entstandenen, ursprünglich relativ unpolitischen Punkbewegung. Das Umfeld waren die Politisierung und Radikalisierung aufgrund von Erfahrungen, die die Jugendlichen im Zusammenhang mit versuchten Hausbesetzungen und mehr oder weniger spontanen Demonstrationen gegen Spekulation mit Wohnungen und für selbst verwaltete Jugendzentren gemacht hatten.
Eine gewisse Vorbildrolle hatte die breite, militante Jugendbewegung in Zürich, die im Vorjahr 1980 ihren Höhepunkt hatte und durch den Dokumentarfilm Züri brännt bekannt wurde. Ein Mitgründer von Freizeit 81 war mehrere Jahre in Zürich gewesen und fand nach seiner Rückkehr nach München 1980 „hier ist es total fad. Überall gab's Hausbesetzungen und Action, nur in München nicht: Zürich brennt – München pennt.“
Die Anfänge zeigten sich in einem Flugblatt, das zu einer nicht angemeldeten Kundgebung in der Münchner Innenstadt aufrief, und einem ebenfalls nicht angemeldeten "U-Bahnfest" Ende Januar 1981. Bei letzterem wendeten die Schwarzen Sheriffs, ein privater Sicherheitsdienst, erstmals Gewalt gegen die jungen Leute an. Dabei lernten sich Leute kennen, die überwiegend aus der Punkszene stammten. Im April 1981 trafen sie sich im Werkstattkino und „daraus hat sich dann schnell Freizeit 81 entwickelt“. Die Gruppe wurde in vielen verschiedenen Feldern aktiv: „Filmprogramme, Veranstaltungen, Demos, Konzerte, Flugblätter, Zeitungen, Sprühaktionen, Bankenschlösser zukleben, Steine und Mollies und andere Aktionen.“ In der ersten Ausgabe ihrer selbstgemachten Zeitung mit dem Titel „Freizeit 81“ riefen sie dazu auf, aktiv zu werden und eigene Aktionsformen zu finden.
Sie beteiligten sich an Aktionen anderer Gruppen in der linken Münchner Szene, darunter auch Schein-Hausbesetzungen, bei denen mit Transparenten und Kerzen in leerstehenden Häusern der Eindruck einer Hausbesetzung erweckt werden sollte. Damit sollte der Effekt einer Hausbesetzung in der Öffentlichkeit erreicht werden, aber ohne sich der Gewalt der Polizei auszusetzen, die auf Anweisung des Münchner Polizeipräsidenten Manfred Schreiber sicherstellen sollte, dass in Bayern keine Hausbesetzung länger als 24 Stunden dauerte. Die bayerische Polizei unter dem Innenminister Gerold Tandler (CSU) griff bei diesen und ähnlichen Aktionen mit ungewöhnlicher Härte zu. So wurden z. B. Jugendliche, die sich bereits im Gewahrsam befanden, von Polizeibeamten verletzt.
Die Militanz der Gruppe speiste sich aus Gefühlen von „Wut, Frustration und Langeweile“. Als Punks verstanden sich die Mitglieder, weil ihre primäre Motivation der Spaß an der Aktion war, mit denen sie aus dem Alltag ausbrechen. Militanz, Zerstörung, Sachbeschädigung wird wie die Zeitschrift und die Band zum Teil der Selbstdarstellung und -positionierung: „Wenn aber bei einer Bank eine Scheibe zu Bruch geht, dann will ich nur zeigen, daß da jemand ist, der eine totale Empörung hat [...] ich möchte den anderen zeigen, wo ich zur Zeit stehe.“ Zur Rechtfertigung verweist ein Mitglied der Gruppe im Interview mit dem alternativen Stadtmagazin Blatt auf die Gewalt des Systems: „wir schlagen nur zurück, die Gewalt ist schon lange da.“
Andererseits grenzte sich Freizeit 81 aber auch deutlich gegen noch vorhandene politische Strukturen der 68er-Bewegung ab. Insbesondere wurde ein weniger ideologisch und dafür mehr emotional und kulturell geprägtes Verständnis von politischem Engagement und Widerstand gegen als unerträglich empfundene Verhältnisse vertreten. In einer Selbstdarstellung in der Zeitschrift radikal schrieben die Autoren: „Freizeit 81 hat irgend etwas mit Politik zu tun“. Diese undogmatische Haltung wurde als explizit auch gegen bestehende ideologische Muster in der autonomen Szene gerichtet verstanden. Sie kam in Aufrufen und Flugblättern zum Ausdruck, die weit über die Kerngruppe hinaus Verbreitung und Anklang fanden:

„Freizeit ’81 ist gewaltlos oder militant, legal oder illegal, ängstlich oder stark, auf jeden Fall: GEFÜHL UND HÄRTE ! Freizeit ’81 ist Widerstand aus dem Bauch, eine unkontrollierte Reflexbewegung. Niemand kann mit jeder Aktion einverstanden sein, aber jeder sollte seine eigenen Sachen machen.“

## Struktur, Aktionen und Anschläge
Die Gruppe verstand sich nie als Aktion im Sinne der Stadtguerilla. „Freizeit 81 war ein lockerer Verbund von Leuten, die viel gemacht haben, die aber auch sehr naiv waren und nicht aufgepaßt  haben“ und wollte „nicht vorsichtig und konspirativ als abgeschottete, kleine Gruppe vorgehen. Am Schluß  haben sich bestimmt 50 bis 100 Leute zu Freizeit 81 gezählt und bekannt. Den harten Kern bildeten vielleicht zehn Leute.“
Die Kerngruppe machte zunächst durch Sprühaktionen auf sich aufmerksam. Das Graffito „Freizeit 81“ sowie politische oder unpolitische Sprüche wurden in der ganzen Stadt hinterlassen. Allein in der Nacht auf den 9. Juli entstanden so viele Schriftzüge, dass von der Polizei 109 Fotos gemacht wurden. Im Laufe des Sommers eskalierten die Hausbesetzungen. Nach der Räumung eines scheinbesetzten Hauses am 11. Juli fuhren Angehörige der Gruppe die ganze Nacht durch München und zerstörten Fensterscheiben von elf Banken und einigen weiteren Gebäuden mit Pflastersteinen. Ab August verübten sie Anschläge mit Molotowcocktails. Teilweise wurden Bekennerschreiben hinterlassen, die mit „Freizeit 81“ unterschrieben waren. Durch die Sprühaktionen sowie durch Flugblätter und Mundpropaganda wurde der Name unter Münchner Jugendlichen zunehmend bekannt. Vermutlich gab es neben der Kerngruppe in der Folge auch noch andere Kleingruppen und Einzelpersonen, die unter derselben Bezeichnung Aktionen durchführten. Daher ist ungeklärt, ob die von der Polizei genannten 25 Straftaten mit einer Schadenssumme von 1 Million DM, die den Mitgliedern der Kerngruppe zur Last gelegt wurden, alle von diesen verübt wurden.
Im Einzelnen wurden der Gruppe folgende Brandanschläge zugerechnet:
- 25. August: Anschlag auf eine Filiale der Dresdner Bank
- 8. September: Anschlag auf eine Hauptschule an der Camerloher Straße
- 11. September: versuchter Anschlag auf eine Filiale der Raiffeisenbank
- 18. September: Anschlag auf ein Küchenstudio
- 25. September: Anschlag auf ein Büro der Polizeigewerkschaft in Laim
- 28. September: Anschlag auf eine Filiale der Bayerischen Vereinsbank
- 7. Oktober: Anschlag auf ein Büro der Lufthansa
- 10. Oktober: versuchter Anschlag in Haidhausen

Bei keinem der Anschläge kamen Menschen zu Schaden.

## Verhaftung und Verurteilung
Am 7. Oktober wurde beim Anschlag auf ein Büro der Lufthansa ein Jugendlicher festgenommen; eine weitere Person konnte flüchten. Aufgrund von bei dem Festgenommenen gefundenen Papieren gab es am selben Tag eine Razzia in einem Lokal. Laut späterer Darstellung eines Mitglieds der Gruppe machte in der Folge ein beteiligter Jugendlicher umfassende Aussagen gegenüber der Polizei und trat als Kronzeuge auf. Später kam der Verdacht auf, dass es sich um einen eingeschleusten Agent Provocateur gehandelt haben könnte. Hierauf kam es am 16. Oktober 1981 zur Durchsuchung von 17 Wohnungen unter Beteiligung von 70 Polizisten. Fünf junge Männer und zwei Frauen, darunter mehrere minderjährig, wurden unter dem Verdacht der Mitgliedschaft in einer terroristischen Vereinigung festgenommen. Die sieben Mitglieder der Gruppe wurden später zu Freiheitsstrafen verurteilt, die der Minderjährigen, einiger weitere Mitglieder und des Kronzeugen wurden zur Bewährung ausgesetzt, die meisten volljährigen Mitglieder verbüßten Strafen bis knapp unter drei Jahren.

## Mitglieder der Gruppe
Der weitere Lebensweg der bekannt gewordenen Mitglieder der Kerngruppe verlief unterschiedlich. Ein damals jugendliches Mitglied der Gruppe, Andrea Wolf, radikalisierte sich weiter, war später im Umfeld der RAF aktiv und verschwand 1998 als Mitglied der PKK in Anatolien unter bis heute ungeklärten Umständen, wobei Zeugenaussagen darauf hindeuten, dass sie vom türkischen Militär gefoltert und ermordet wurde. Andere namentlich bekannte Mitglieder wurden künstlerisch und subkulturell tätig, wie etwa der Maler Florian Süssmayr, der Filmproduzent und -verleihmanager Anatol Nitschke und der Macher des Münchner Werkstattkinos Wolfgang Bihlmeir. Eine der damals Verurteilten ist heute Rechtsanwältin. Dem weiteren Umfeld der Gruppe waren die heutige Medienkünstlerin Hito Steyerl und der Filmemacher Romuald Karmakar verbunden. Weitere, die laut eigenen Angaben Mitglieder der Gruppe gewesen waren, blieben zwar politisch aktiv, engagierten sich aber legal in der linken Bewegung.

## Kulturelle (Nach-)Wirkung
Um die Gruppe entstand schnell ein Mythos, der auch noch nach der Zerschlagung nachwirkte und insbesondere großen Einfluss auf Künstler ausübte, die sich im Umfeld der damaligen Jugendbewegung bewegt hatten. Unter anderem gab es eine Punkband mit Namen „Freizeit 81“, ein Fanzine, von dem 1981 zwei Ausgaben erschienen und eine weitere während die Kerngruppe in Haft saß und mehrere Songs, die die Aktionen der Gruppe thematisierten.
Am bekanntesten ist der Songtext der Spider Murphy Gang:

„D’ Landsbergerstraß’ liegt ruhig im Licht der Neonlampen / Zwoa, drei Schnoin stehn am Straßnrand und friern / Der letzte Bus fahrt um hoib zwoa stadteinwärts / Und der Mond steht bleich über Pasing / Freizeit 81 – geistert durch die Stadt / Freizeit 81 – mitten in der Nacht / Freizeit 81 – geistert durch die Stadt / Freizeit 81 – mitten in der Nacht / Jede Nacht host du an soichern Frust / Und auf Pflastersteinewerfen Lust / Steinewerfen macht dir Spaß / Mit einer Überdosis Haß! / Überdosis Haß! / Überdosis Haß! …“

Außerdem schrieben die Punk-Bands ZSD und Tollwut, die beide wie Freizeit 81 aus der Münchner Szene stammten, Songs über die Gruppe. 
1995 wurde der Fernsehfilm Tatort: Im Herzen Eiszeit produziert, in dem der ein Jahr später verstorbene Musiker Rio Reiser seine letzte Filmrolle hatte. Im Gegensatz zu den historischen Fakten gab es im Film jedoch ein Todesopfer bei einer der Aktionen aus diesem Umfeld.
1997 erschien ein Sampler zur frühen Münchner Punk-Musik unter dem Titel Freizeit ’81. EP’s aus München. Die Mutter aller Sampler!
Bis heute wird die relativ kurze Phase der Existenz von Freizeit 81 in zahlreichen Artikeln, Aufsätzen und Feuilletonbeiträgen im Zusammenhang mit der Punkbewegung thematisiert. Dabei werden von den Autoren unterschiedliche Einschätzungen der Gruppe getroffen von „Politik-Kultur-Terror-Spaß-Gruppe“ bis zu „Blödel-Variante der linken Spontibewegung“. Auch im Film Mia san dageng über die Münchner Punkbewegung kommt die Gruppe vor. 2013 kuratierte eine damalige Redakteurin des alternativen Standmagazins Blatt die Ausstellung Wem gehört die Stadt? im Münchner Stadtmuseum, in der Freizeit 81 thematisiert wird. Sie stellte fest „Freizeit 81 war etwas, was die ganze Republik ergriff bis zur Zeitschrift radikal, Leute in Berlin, die allein den Begriff als eine spannende Kulturrevolution empfanden.“ Der Katalog der Ausstellung spricht von „einem kurzen Sommer der Anarchie gegen den grauen Alltag, den Freizeit 81 mit der Aufforderung zu direkten Aktionen auslöste.“